# Iso Kuusikari
Iso Kuusikari är en ö i Finland. Den ligger i Skärgårdshavet och i kommunen Gustavs i den ekonomiska regionen  Nystadsregionen i landskapet Egentliga Finland, i den sydvästra delen av landet. Ön ligger omkring 57 kilometer väster om Åbo och omkring 210 kilometer väster om Helsingfors.
Öns area är 4,2 hektar och dess största längd är 400 meter i nord-sydlig riktning. I omgivningarna runt Iso Kuusikari växer i huvudsak barrskog.